# Reprezentacja Polski w piłce nożnej plażowej kobiet
Reprezentacja Polski kobiet w piłce nożnej plażowej – zespół piłkarski, reprezentujący Rzeczpospolitą Polską w meczach i sportowych imprezach międzynarodowych, powoływany przez selekcjonera, w którym mogą występować wyłącznie zawodniczki posiadające obywatelstwo polskie. Złote medalistki Europejskiej Ligi Beach Soccera 2024.

## Historia

### Stworzenie reprezentacji przez Beach Soccer Polska
Dwunastego lipca 2009 roku podczas III Mistrzostw Polski Kobiet w piłce plażowej prezes federacji Beach Soccer Polska Michał Sieczko wraz z Rafałem Hendlem (szefem departamentu sportowego Beach Soccer Polska) ogłosili powołanie do reprezentacji, która miała być czwartą utworzoną kobiecą reprezentacją w Europie. Oficjele przekazali informację o powołaniu kadry przed ostatnimi trzema meczami, przed którymi odbył się także mecz pokazowy w plażowe rugby. Michał Sieczko stojąc na boisku do beach soccera w Zgierzu przedstawił wyłonioną kadrę.
Przedstawiony skład przez Michała Sieczkę i Rafała Hendla 12 lipca 2009:
| Imię i nazwisko      | Klub                        | Miejsce klubu w 2009 |
| -------------------- | --------------------------- | -------------------- |
| Gabriela Daleszczyk  | Dargfil Tomaszów Mazowiecki | 1                    |
| Joanna Daleszczyk    | Dargfil Tomaszów Mazowiecki | 1                    |
| Katarzyna Daleszczyk | Dargfil Tomaszów Mazowiecki | 1                    |
| Żaneta Swędrowska    | Dargfil Tomaszów Mazowiecki | 1                    |
| Sylwia Wedrich       | Radan Zgierz                | 5                    |
| Daria Sporysz        | Red Devils Chojnice         | 2                    |
| Magdalena Szpera     | Red Devils Chojnice         | 2                    |
| Paulina Marczak      | Włókniarz Zgierz            | 3                    |
| Justyna Stępniowska  | Włókniarz Zgierz            | 3                    |
| Karolina Tatarowska  | Włókniarz Zgierz            | 3                    |

### Ekspansja kobiecego beach soccera
W 2016 roku odżył temat reprezentacji, której patronowałby Polski Związek Piłki Nożnej. Czynnikami utworzenia drużyny jest powstanie żeńskiej edycji plażowej Ligi Mistrzów, w którym brała udział Sparta Daleszyce oraz nacisk światowych organów na tworzenie żeńskich rozgrywek.
W 2022 roku zatwierdzono w ramach Igrzysk Europejskich 2023 kobiece rozgrywki w piłce nożnej plażowej. Z racji organizowania wydarzenia przez Polskę, finalnie potwierdzono stworzenie reprezentacji kobiet.

## Selekcjoner reprezentacji kobiet
| Selekcjoner   | Lata  |
| ------------- | ----- |
| Mateusz Sroka | 2022- |

## Lista meczów reprezentacji
| Nr   | Przeciwnik | Miejsce                  | Data                   | Impreza                                         | Wynik (Polska – przeciwnik)                 | Bramki dla Polski | Źrodło |
| ---- | ---------- | ------------------------ | ---------------------- | ----------------------------------------------- | ------------------------------------------- | --- | ------ |
| 2022 |            |                          |                        |                                                 |                                             | |        |
| 1.   | Czechy     | Kozłów                   | 17 grudnia, 17:00      | mecz towarzyski                                 | 10:2 (6:1, 1:1, 3:0)                        | Kornelia Okoniewska (4), Dominika Dewicka (2), Wiktoria Słowy (2), Katarzyna Gozdek (1), Julia Sitarz (1)                                | [ 4 ]  |
| 2.   | Czechy     | Kozłów                   | 18 grudnia, 9:00       | mecz towarzyski                                 | 2:1 (1:0, 1:1, 1:0)                         | Wiktoria Kaczmarek (1), Aleksandra Zielińska (1)                                                                                         | [ 5 ]  |
| 2023 |            |                          |                        |                                                 |                                             | |        |
| 3.   | Ukraina    | Gdańsk                   | 3 czerwca, 15:00       | mecz towarzyski                                 | 0:3 (0:0, 0:0, 0:3)                         | - | [ 6 ]  |
| 4.   | Ukraina    | Gdańsk                   | 4 czerwca, 10:00       | mecz towarzyski                                 | 2:3 (1:0, 1:2, 0:1)                         | Federica Dall'ara (1), Magdalena Sobal (1)                                                                                               | [ 6 ]  |
| 5.   | Czechy     | Tarnów                   | 27 czerwca, 19:00      | Igrzyska Europejskie 2023                       | 5:1 (2:0, 1:0, 2:1)                         | Kornelia Okoniewska (2), Katarzyna Gozdek (1), Katarzyna Nowak (1), Magdalena Sobal (1)                                                  | [ 7 ]  |
| 6.   | Portugalia | Tarnów                   | 29 czerwca, 19:00      | Igrzyska Europejskie 2023                       | 1:2 (0:0, 0:0, 1:2)                         | Katarzyna Gozdek (1) | [ 7 ]  |
| 7.   | Hiszpania  | Tarnów                   | 30 czerwca, 19:00      | Igrzyska Europejskie 2023                       | 2:3 (0:0, 2:3, 0:0)                         | Dominika Dewicka (1), Wiktoria Kaczmarek (1)                                                                                             | [ 7 ]  |
| 8.   | Portugalia | Tarnów                   | 1 lipca, 15:30         | Igrzyska Europejskie 2023                       | 2:2, k. 0:3 (1:0, 1:1, 0:1, d. 0:0, k. 0:3) | Dominika Dewicka (1), Katarzyna Nowak (1)                                                                                                | [ 7 ]  |
| 9.   | Hiszpania  | Alghero                  | 20 września, 16:45     | Europejska Liga Beach Soccera 2023              | 2:0 (1:0, 1:0, 0:0)                         | Kornelia Okoniewska (2) | [ 8 ]  |
| 10.  | Anglia     | Alghero                  | 21 września, 12:45     | Europejska Liga Beach Soccera 2023              | 4:1 (1:1, 1:0, 2:0)                         | Kornelia Okoniewska (2), Paulina Bednarska (1), Angelika Kwiatkowska (1)                                                                 | [ 8 ]  |
| 11.  | Hiszpania  | Alghero                  | 23 września, 12:45     | Europejska Liga Beach Soccera 2023              | 1:5 (0:0, 1:2, 0:3)                         | Aleksandra Zielińska (1) | [ 8 ]  |
| 12.  | Czechy     | Alghero                  | 24 września, 11:30     | Europejska Liga Beach Soccera 2023              | 2:1 (1:1, 0:0, 1:0)                         | Dagmara Suskiewicz (1), Katarzyna Nowak (1)                                                                                              | [ 8 ]  |
| 2024 |            |                          |                        |                                                 |                                             | |        |
| 13.  | Czechy     | Praga                    | 14 sierpnia, 17:00     | mecz towarzyski                                 | 5:1 (0:1, 2:0, 3:0)                         | Aleksandra Sudyk (2), Magdalena Szpera (2), Izabela Konobrodzka                                                                          | [ 9 ]  |
| 14.  | Czechy     | Praga                    | 15 sierpnia, 14:00     | mecz towarzyski                                 | 8:2 (2:1, 1:0, 5:1)                         | Dagmara Suskiewicz (2), Adriana Banaszkiewicz, Paulina Bednarska, Wiktoria Słowy, Aleksandra Sudyk, Magdalena Szpera, Dagmara Świt       | [ 10 ] |
| 15.  | Ukraina    | Nazaré                   | 30 sierpnia, 12:45     | Europejska Liga Beach Soccera 2024              | 3:1 (1:0, 1:1, 1:0)                         | Justyna Matusiak, Dagmara Suskiewicz, Dagmara Świt                                                                                       | [ 11 ] |
| 16.  | Anglia     | Nazaré                   | 31 sierpnia, 12:45     | Europejska Liga Beach Soccera 2024              | 5:1 (4:0, 1:0, 0:1)                         | Adriana Banaszkiewicz, Weronika Cykman, Aleksandra Sudyk, Dagmara Świt, Wendy Martin (gol samobójczy)                                    | [ 11 ] |
| 17.  | Portugalia | Nazaré                   | 1 września, 17:45      | Europejska Liga Beach Soccera 2024              | 1:3 (1:1, 0:1, 0:1)                         | Dagmara Świt | [ 11 ] |
| 18.  | Szwajcaria | Alghero                  | 11 września, 16:45     | Europejska Liga Beach Soccera 2024 - Superfinał | 3:0 (1:0, 2:0, 0:0)                         | Justyna Matusiak, Dagmara Suskiewicz, Magdalena Szpera                                                                                   | [ 12 ] |
| 19.  | Anglia     | Alghero                  | 12 września, 16:45     | Europejska Liga Beach Soccera 2024 - Superfinał | 3:3, d. 0:1 (1:2, 1:1, 1:0, d. 0:1)         | Paulina Bednarska (3) | [ 12 ] |
| 20.  | Hiszpania  | Alghero                  | 13 września, 11:30     | Europejska Liga Beach Soccera 2024 - Superfinał | 1:5 (0:1, 1:1, 0:3)                         | Wiktoria Słowy | [ 12 ] |
| 21.  | Włochy     | Alghero                  | 14 września, 16:45     | Europejska Liga Beach Soccera 2024 - Superfinał | 3:0 (1:0, 0:0, 2:0)                         | Katarzyna Gozdek, Justyna Matusiak, Aleksandra Sudyk                                                                                     | [ 12 ] |
| 22.  | Portugalia | Alghero                  | 15 września, 16:45     | Europejska Liga Beach Soccera 2024 - Superfinał | 5:1 (3:0, 2:0, 0:1)                         | Justyna Matusiak (2), Wiktoria Słowy, Aleksandra Sudyk, Magdalena Szpera                                                                 | [ 12 ] |
| 23.  | Czechy     | Kadyks                   | 11 października, 10:30 | Women's Continental Beach Soccer Cup 2024       | 4:3 (0:1, 1:2, 3:0)                         | Paulina Bednarska, Angelika Kwiatkowska, Justyna Matusiak, Aleksandra Sudyk                                                              | [ 13 ] |
| 24.  | Szwajcaria | Kadyks                   | 12 października, 10:30 | Women's Continental Beach Soccer Cup 2024       | 4:3 (1:1, 1:1, 2:1)                         | Paulina Bednarska (2), Justyna Matusiak, Aleksandra Sudyk                                                                                | [ 13 ] |
| 25.  | Hiszpania  | Kadyks                   | 12 października, 11:45 | Women's Continental Beach Soccer Cup 2024       | 4:6 (1:3, 3:2, 0:1)                         | Aleksandra Sudyk (3), Paulina Bednarska                                                                                                  | [ 13 ] |
| 2025 |            |                          |                        |                                                 |                                             | |        |
| 26.  | Belgia     | El Puerto de Santa María | 22 maja, 17:30         | Europejska Liga Beach Soccera 2025              | 9:2 (2:1, 2:1, 5:0)                         | Magdalena Szpera (3), Paulina Bednarska (2), Adriana Banaszkiewicz (1), Katarzyna Gozdek (1), Justyna Matusiak (1), Aleksandra Sudyk (1) | [ 14 ] |
| 27.  | Czechy     | El Puerto de Santa María | 24 maja, 14:45         | Europejska Liga Beach Soccera 2025              | 5:1 (0:1, 2:0, 3:0)                         | Katarzyna Gozdek (1), Aleksandra Sudyk (1), Dagmara Suskiewicz (1), Magdalena Szpera (1), Klaudia Tobiczyk (1)                           | [ 14 ] |
| 28.  | Hiszpania  | El Puerto de Santa María | 25 maja, 18:45         | Europejska Liga Beach Soccera 2025              | 2:3 (2:1, 0:2, 0:0)                         | Adriana Banaszkiewicz (1), Justyna Matusiak (1)                                                                                          | [ 14 ] |
| 29.  | Włochy     | Tirrenia                 | 26 czerwca, 17:30      | mecz towarzyski                                 | 3:3, d. 0:1 (0:0, 0:1, 3:2, d. 0:1)         | Anna Jałocha (1), Klaudia Kamińska (1), Dagmara Suskiewicz (1)                                                                           | [ 15 ] |
| 30.  | Włochy     | Tirrenia                 | 27 czerwca, 17:30      | mecz towarzyski                                 | 2:2, d. 0:1 (0:0, 1:1, 1:1, d. 0:1)         | Klaudia Kamińska (1), Justyna Matusiak (1)                                                                                               | [ 16 ] |

## Bilans meczów z reprezentacjami
| Rywale     | Zwycięstwa | Zw. pd. | Zw. pk. | Porażki | Razem |
| ---------- | ---------- | ------- | ------- | ------- | ----- |
| Anglia     | 2          | 0       | 0       | 1       | 3     |
| Belgia     | 1          | 0       | 0       | 0       | 1     |
| Czechy     | 8          | 0       | 0       | 0       | 8     |
| Hiszpania  | 1          | 0       | 0       | 5       | 6     |
| Portugalia | 1          | 0       | 0       | 3       | 4     |
| Szwajcaria | 2          | 0       | 0       | 0       | 2     |
| Ukraina    | 1          | 0       | 0       | 2       | 3     |
| Włochy     | 1          | 0       | 0       | 2       | 3     |

## Występy
| Rok                         | Pozycja           | M                 | Z                 | Z pd.             | Z rz.k.           | P                 | G+                | G-                | +/-               |                   |
| --------------------------- | ----------------- | ----------------- | ----------------- | ----------------- | ----------------- | ----------------- | ----------------- | ----------------- | ----------------- | ----------------- |
| Portugalia 2021             | Nie brała udziału | Nie brała udziału | Nie brała udziału | Nie brała udziału | Nie brała udziału | Nie brała udziału | Nie brała udziału | Nie brała udziału | Nie brała udziału | Nie brała udziału |
| Portugalia 2022 Włochy 2022 | Nie brała udziału | Nie brała udziału | Nie brała udziału | Nie brała udziału | Nie brała udziału | Nie brała udziału | Nie brała udziału | Nie brała udziału | Nie brała udziału |                   |
| Włochy 2023                 | 3. miejsce        | 4                 | 3                 | 0                 | 0                 | 1                 | 9                 | 7                 | +2                |                   |
| Portugalia 2024 Włochy 2024 | 1. miejsce        | 8                 | 5                 | 0                 | 0                 | 3                 | 24                | 15                | +9                |                   |
| Hiszpania 2025 Włochy 2025  | sezon w trakcie   | 3                 | 2                 | 0                 | 0                 | 1                 | 16                | 6                 | +10               |                   |
| Łącznie                     | Łącznie           | 15                | 10                | 0                 | 0                 | 5                 | 49                | 28                | +21               |                   |

| Rok         | Pozycja    | M | Z | Z pd. | Z rz.k. | P | G+ | G- | +/- |
| ----------- | ---------- | - | - | ----- | ------- | - | -- | -- | --- |
| Polska 2023 | 4. miejsce | 4 | 1 | 0     | 0       | 3 | 10 | 8  | +2  |
| Łącznie     | Łącznie    | 4 | 1 | 0     | 0       | 3 | 10 | 8  | +2  |

## Zawodniczki
Poniższa lista przedstawia piłkarki, które zagrały w co najmniej jednym meczu reprezentacji. Lista zawiera dane z meczów uznanych za oficjalne przez PZPN i BSWW.
Stan po meczu z reprezentacją Włoch 27 czerwca 2025.
| Lp. | Zawodnik              | Data urodzenia       | Mecze | Bramki | Debiut               | Debiut    |
| --- | --------------------- | -------------------- | ----- | ------ | -------------------- | --------- |
| 1   | Adriana Banaszkiewicz | 31 maja 2002         | 25    | 4      | 17 grudnia 2022      | Czechy    |
| 2   | Paulina Bednarska     | 2 lipca 1998         | 28    | 11     | 17 grudnia 2022      | Czechy    |
| 3   | Katarzyna Borowiec    | 25 stycznia 1992     | 2     | 0      | 17 grudnia 2022      | Czechy    |
| 4   | Federica Dall'ara     | 20 kwietnia 2001     | 4     | 1      | 17 grudnia 2022      | Czechy    |
| 5   | Dominika Dewicka      | 3 sierpnia 1997      | 11    | 4      | 17 grudnia 2022      | Czechy    |
| 6   | Katarzyna Gozdek      | 12 stycznia 1996     | 18    | 6      | 17 grudnia 2022      | Czechy    |
| 7   | Kamila Komisarczyk    | 25 listopada 1998    | 7     | 0      | 17 grudnia 2022      | Czechy    |
| 8   | Katarzyna Nowak       | 17 grudnia 2003      | 11    | 3      | 17 grudnia 2022      | Czechy    |
| 9   | Kornelia Okoniewska   | 29 kwietnia 1997     | 11    | 10     | 17 grudnia 2022      | Czechy    |
| 10  | Julia Sitarz          | 14 września 2004     | 1     | 1      | 17 grudnia 2022      | Czechy    |
| 11  | Wiktoria Słowy        | 17 grudnia 1998      | 22    | 5      | 17 grudnia 2022      | Czechy    |
| 12  | Dagmara Świt          | 15 maja 1997         | 21    | 4      | 17 grudnia 2022      | Czechy    |
| 13  | Wiktoria Kaczmarek    | 17 września 2003     | 5     | 2      | 18 grudnia 2022      | Czechy    |
| 14  | Victoria Osowska      | bd.                  | 1     | 0      | 18 grudnia 2022      | Czechy    |
| 15  | Karolina Palacios     | 19 stycznia 1998     | 19    | 0      | 18 grudnia 2022      | Czechy    |
| 16  | Łucja Tabor           | 21 czerwca 2002      | 1     | 0      | 18 grudnia 2022      | Czechy    |
| 17  | Dagmara Suskiewicz    | 31 stycznia 1995     | 29    | 7      | 18 grudnia 2022      | Czechy    |
| 18  | Magdalena Szpera      | 22 lipca 1994        | 25    | 9      | 18 grudnia 2022      | Czechy    |
| 19  | Aleksandra Zielińska  | 6 maja 1993          | 5     | 2      | 18 grudnia 2022      | Czechy    |
| 20  | Magdalena Sobal       | 28 września 2004     | 6     | 2      | 3 czerwca 2023       | Ukraina   |
| 21  | Angelika Kwiatkowska  | 9 października 2001  | 22    | 2      | 20 września 2023     | Hiszpania |
| 22  | Justyna Matusiak      | 21 października 1999 | 20    | 10     | 20 września 2023     | Hiszpania |
| 23  | Weronika Cykman       | 10 sierpnia 1993     | 10    | 1      | 14 sierpnia 2024     | Czechy    |
| 24  | Izabela Konobrodzka   | 27 czerwca 2001      | 10    | 1      | 14 sierpnia 2024     | Czechy    |
| 25  | Aleksandra Sudyk      | 22 stycznia 1997     | 18    | 13     | 14 sierpnia 2024     | Czechy    |
| 26  | Klaudia Tobiczyk      | bd.                  | 7     | 10     | 14 sierpnia 2024     | Czechy    |
| 27  | Oliwia Adamiec        | 12 maja 2001         | 5     | 0      | 11 października 2024 | Czechy    |
| 28  | Klaudia Kamińska      | 16 lutego 1999       | 5     | 2      | 22 maja 2025         | Belgia    |
| 29  | Małgorzata Korda      | bd.                  | 5     | 0      | 22 maja 2025         | Belgia    |
| 30  | Anna Jałocha          | bd.                  | 2     | 1      | 27 czerwca 2025      | Włochy    |